# Claude Macon d'Esboz
Claude François de Mâcon d'Esboz, né en 1635 à Scey sur Saône dans le comté de Bourgogne, et mort en 1702 dans la même ville, est un militaire comtois au service du roi d'Espagne. Il est connu pour avoir été le défenseur de Vesoul et de Faucogney lors de la conquête française de la Franche-Comté.

## Biographie

### Famille
Claude François de Mâcon d'Esboz, né le 19 mai 1635 à Scey-sur-Saône, appartient à une famille de la noblesse Franc-Comtoise qui remonte sa filiation à Jean Macon, prévôt de Faucogney, anobli par Charles le Téméraire en 1474 dont le petit-fils Mammès Macon, docteur ès droit, obtient de Charles-Quint, en 1525, des lettres confirmatives de noblesse car celles de 1474 n’avaient pas été enregistrées,,.
Il est le fils de Jean de Mâcon, écuyer, seigneur d'Esboz, capitaine de deux cents hommes de pieds, commandant des châteaux de l'Aigle et de Courtenay et de Claude-Françoise Carementrant. 
De son mariage par contrat du 28 janvier 1661  avec Jeanne-Claude Arvisenet, fille d'Antoine Arvisenet, docteur ès droit, il eut deux fils auteurs de deux branches de la famille de Mâcon, éteintes en 1840 et 1865 : 
- Charles (1668-1708), capitaine d'infanterie[4], dont la descendance en ligne masculine s'éteignit avec Jean-Joseph de Mâcon d'Esboz, né le 18 juillet 1762 à Scey-Sur-Saône, capitaine d'infanterie au régiment de Pondichéry,ou il est officier de cipayes. Fait prisonnier au siège de Pondichéry [7] en 1793, il est renvoyé en France et meurt à Scey-sur-Saône, sans enfant ni titre, le 19 mars 1840.
- Desle (1672-1733)[8], se marie à Champlitte en 1710 et y a 9 enfants dont la descendance en ligne masculine s'éteignit en 1765 avec Alexandre de Mâcon d'Esboz, capitaine d’infanterie au sein du régiment Royal-La Marine et chevalier de Saint-Louis[9], meurt à Saint-Laurent-en-Grandvaux le 2 juillet 1765, sans descendance connue.

La famille de Mâcon d'Esboz avait pour arme Parti d’or et d'argent, au sautoir engrêlé de gueules brochant sur le tout. 

### Carrière
En 1674, au démarrage du conflit avec la France, alors capitaine d'infanterie, il commande une petite troupe affectée à la défense de Vesoul.
Dans une lettre du 5 septembre 1674 adressée au comte de Monterrey, il relate qu'étant à Vesoul avec sa troupe et averti de l'invasion de l'ennemi [les Français] qui se dirige vers la ville, il les attaque par surprise le 2 mars 1674 lors de la bataille de Scey-sur-Saône. Après un rude combat, il est obligé de battre en retraite. Le lendemain, devant l'arrivée de renforts ennemis, il opère un repli stratégique sur Chariez où il espère tenir le pont sur le Durgeon pour barrer la route aux Français. Alors qu'il y parvient, par peur des représailles, les habitants du village réclament son départ. Celui ci retraite alors sur Vaivre, puis Vesoul. Vesoul où les notables de la ville décident de capituler à l'arrivée des troupes françaises.Refusant la reddition qui fut décidé sans lui par les échevins de la ville, il parvient à quitter discrètement la cité comtoise avec ses troupes avant d'être rattrapé par un détachement français qu'il affronte et repousse au nord de Colombier. Il regagne alors son fief d'Esboz. 
Dans les mois qui suivent, il poursuit la lutte dans le secteur nord-est du comté sous forme de guérilla en harcelant les Français dans leurs déplacements, à la manière de Lacuzon. Il écrit avoir pendant plusieurs mois, arrêté les français et avoir donné plus de trente combats.. Dans un rapport du comte de Roze à Louvois en mai 1674, les français se plaignent des croquants comtois rassemblés dans le secteur de Luxeuil, qui attaquent et pillent les convois de vivres et munitions et encouragent la population à résister. Début juillet, après la chute de Lure puis de Luxeuil, d'Esboz rejoint Faucogney pour défendre la dernière cité comtoise encore espagnole. 
Début juillet, il rejoint Faucogney qu'il tente de défendre contre les Français. Lors de cette action, il perd presque toute sa troupe et est blessé. Il se retire alors dans sa maison de Scey-sur-Saône  où il se dit bloqué « n'ayant plus la force de se défendre dans son pays ni les moyens d'en sortir ».
Il meurt le 1er janvier 1702, vraisemblablement dans l'oubli et un certain dénuement.

## Anecdote
Sa maison familiale existe toujours à Scey-sur-Saône au lieu-dit de Montchevrey. Elle se trouve au 16 rue de Duez.

## Titres et armoiries
Les Mâcon d'Esboz ont été anoblis en 1474 et confirmés par Charles Quint par lettres patentes du 24 novembre 1546. Claude François est titré seigneur d'Esboz et de Montchevrey (hameau intégré aujourd'hui à Scey-sur-Saône).
Leurs armes étaient blasonnées ainsi : « parti d'or et d'argent au sautoir engrêlé de gueules, brochant sur le tout ».